# Nam Tin Chuktempel
Nam Tin Chuktempel is een boeddhistische tempel in Tsuen Wan, Hongkong, Volksrepubliek China. De tempel werd in 1935 gebouwd. Het tempelcomplex bestaat uit een Mahavirahal met de beelden van Shakyamuni Boeddha, Manjushri en Samantabhadra.
Nam Tin Chuktempel ligt tegenover de Chuk Lamtempel. Beide religieuze plaatsen zijn bereikbaar met de minibus nummer 85 vanuit het MTR-station van Tsuen Wan.
Bij de tempel staat een bodhiboom en een stoepa met daarin de śarīra van meestermonnik Taixu/Tai Hui.